# Пожезько-Славонська жупанія
Пожезько-Славонська жупанія (хорв. Požeško-slavonska županija) — округ на сході Хорватії, в історичній області Славонія, з центром у місті Пожега. Населення — 85 831 (перепис 2001 р.).

## Географія
Жупанія розташована в середній Славонії між Вировитицько-Подравською жупанією на півночі та Бродсько-Посавською жупанією на півдні. На північному заході Пожезько-Славонська жупанія межує з Беловарсько-Білогорською жупанією, на північному сході — з Осієцько-Баранською жупанією, а на південному заході — з Сісацько-Мославінською жупанією.

## Економіка
Економіка округу в результаті переходу від соціалізму до капіталістичного суспільства та в силу різних шахрайств, які коїли і коять різні політичні структури, знаходиться в кризі.
Промисловість і сільське господарство це найприбутковіші галузі економіки, за якими йде торгівля та транспорт. Орні угіддя займають трохи більше ніж 40% площі. Сільське господарство найрозвиненіше у Пожезькій западині, а основні культури — це кукурудза, пшениця, соняшник, ріпак, цукровий буряк та виноград. Свинарство — головна галузь тваринництва. Промисловість зосереджено в Пожезі.

## Демографія
Національний склад населення за даними перепису населення 2001 р.:
| Національність | Чисельність | відсоток |
| -------------- | ----------- | -------- |
| Хорвати        | 76 118      | 88,68%   |
| Серби          | 5 616       | 6,54%    |
| Італійці       | 788         | 0,92%    |
| Чехи           | 775         | 0,90%    |
| Угорці         | 221         | 0,26%    |
| Албанці        | 146         | 0,17%    |
| Словаки        | 120         | 0,14%    |

## Адміністративний поділ
Пожезько-Славонська жупанія поділяється на 5 міст і 5 громад:

### Міста
| Місто      | Жителів |
| ---------- | ------- |
| Кутєво     | 7 472   |
| Ліпік      | 6 674   |
| Пакрац     | 8 855   |
| Плетерниця | 12 883  |
| Пожега     | 28 201  |

### Громади
| Громада    | Жителів |
| ---------- | ------- |
| Брестоваць | 4 028   |
| Чаглин     | 3 386   |
| Якшич      | 4 437   |
| Каптол     | 4 007   |
| Велика     | 5 888   |